# Knesselare
Knesselare – dzielnica (deelgemeente) gminy Aalter w Belgii, w Regionie Flamandzkim, w prowincji Flandria Wschodnia, w okręgu Gandawa. 1 stycznia 2020 roku liczyła 5422 mieszkańców. Do 31 grudnia 2018 samodzielna gmina.

## Demografia
- Źródła: NIS, od 1806 do 1981= według spisu; od 1990 liczba ludności w dniu 1 stycznia

1 stycznia 2020 całkowita populacja Knesselare liczyła 5422 osoby. Łączna powierzchnia gminy wynosi 16,67  km², co daje gęstość zaludnienia 325 mieszkańców na km².